# جمعية كشافة جيبوتي
جمعية كشافة جيبوتي هي المنظمة الكشفية الوطنية في جيبوتي.
جيبوتي هي واحدة من 29 دولة التي يوجد فيها الكشافة ولكن لا يوجد فيها منظمة كشفية وطنية التي هي عضوة في المنظمة العالمية للحركة الكشفية في الوقت الحاضر، الجمعية وليس معترف بها من أي وقت مضى من قبل المنظمة الكشفية العالمية خلال فترات الأمة من تاريخ الكشافة.